# Матсалу (національний парк)
Націона́льний парк Матса́лу (ест. Matsalu rahvuspark) — національний парк в Західній Естонії. Площа парку — 488,6 км².

## Опис

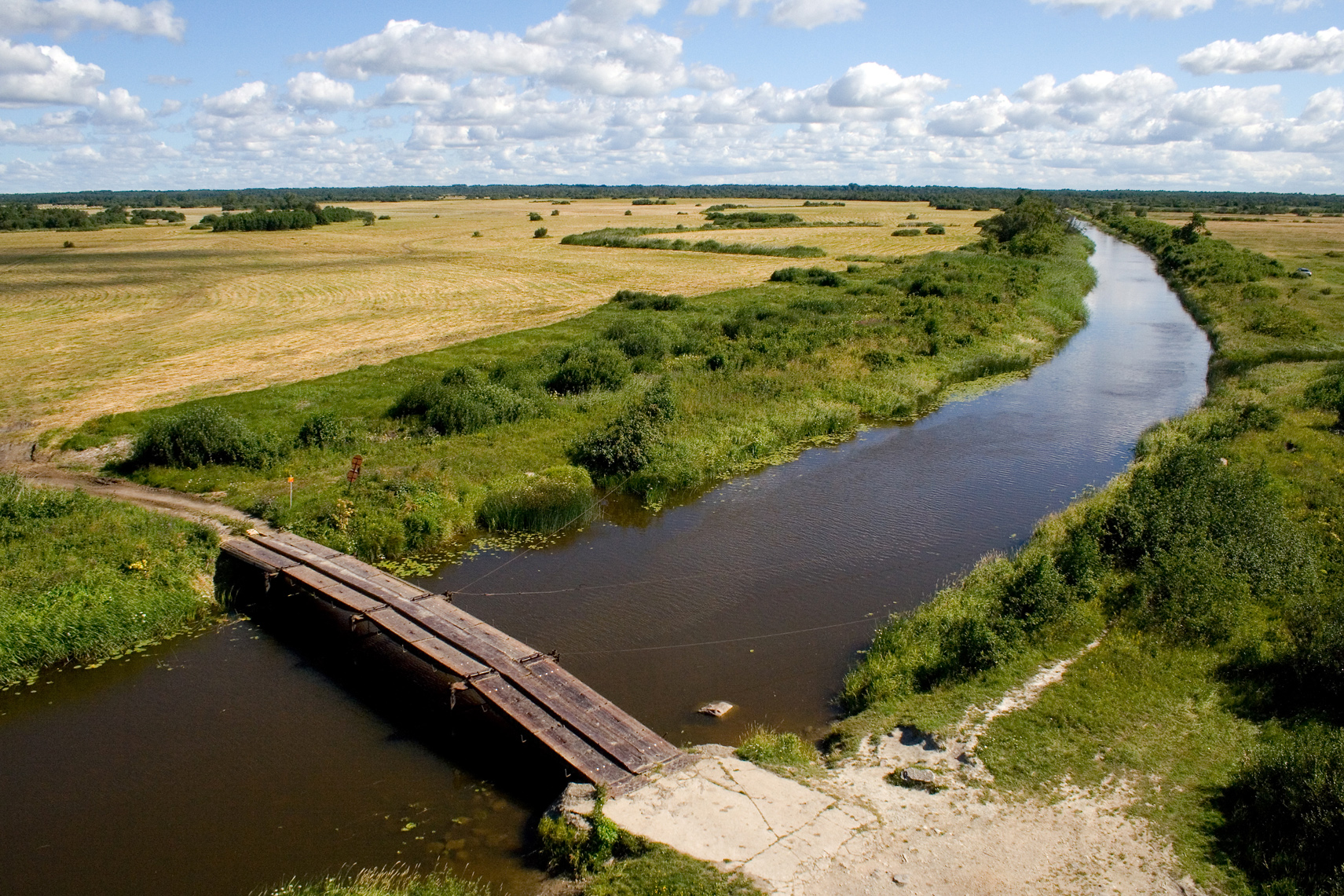
Національний парк Матсалу, річка Казарі, луг Клоострі

Парк включає в себе затоку Матсалу і гирло річки Казарі, разом з прибережними квітковими луками, очеретяними чагарниками і лісами. Затока Матсалу досить мілководна, вода в ній солонувата і багата на поживні речовини. Складовою частиною парку також є 40 островів, що знаходяться в протоці Вяйнамері, поруч із затокою Матсалу. Протяжність затоки становить 18 км, ширина — 6 км, а глибина лише 1,5 метра.

## Фауна та флора

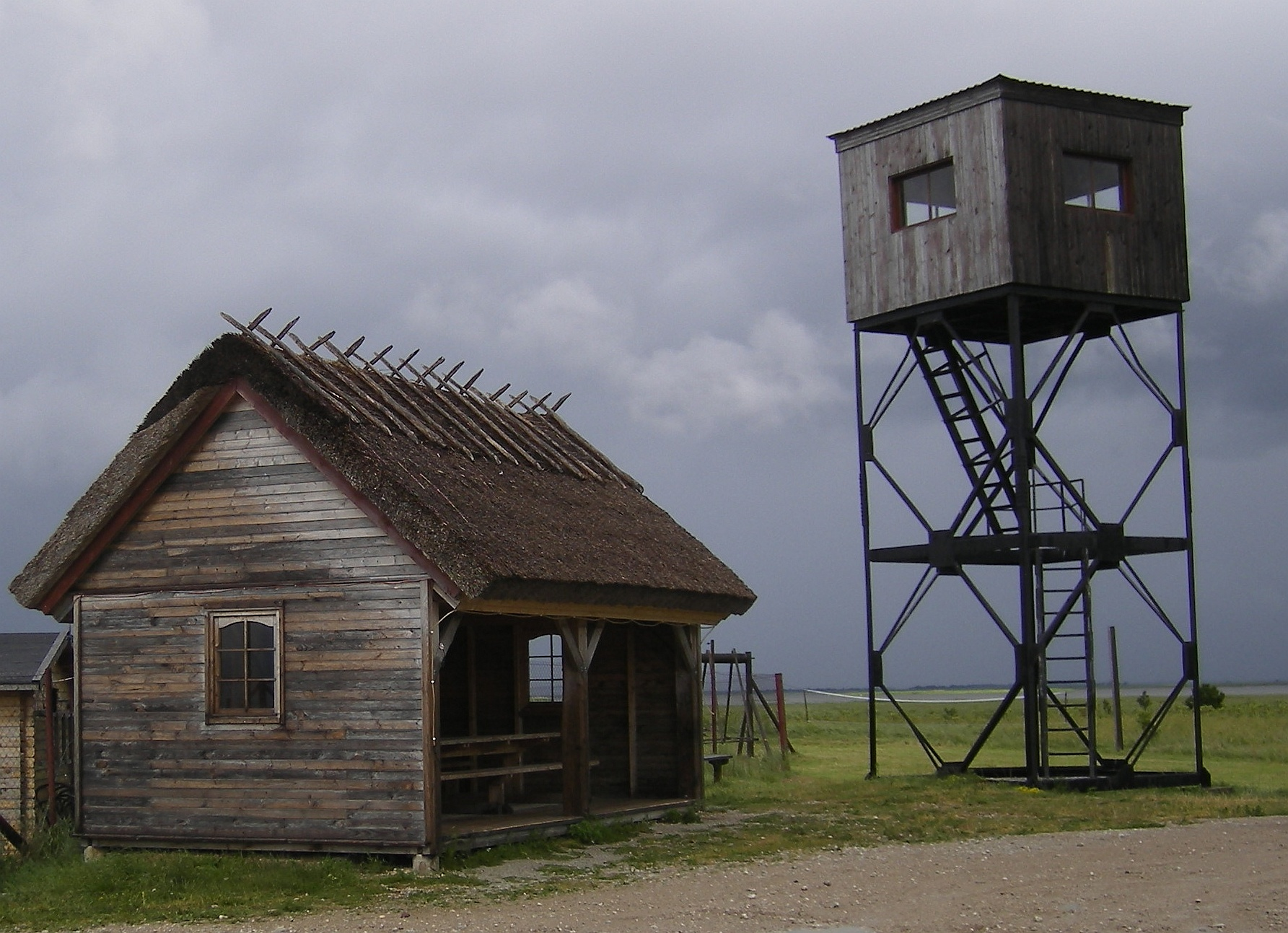
Вежа для спостереження за птахами в парку Матсалу

Національний парк Матсалу дуже великий і є місцем тимчасової зупинки перелітних птахів у Європі в осінній період. У заповіднику Матсалу зареєстровано всього 270 видів  птахів, з яких гніздиться — 175 і пролітає — 33 види водоплавних птахів. Навесні через Матсалу пролітає понад 2 млн водоплавних птахів, в їх числі 10-20 тис. тундрових лебедів, морських черней і гоголів, а також безліч чубатих черней і великих крохалів. На прибережних пасовищах зупиняється до 20 тис. білощоких казарок, понад 10 тис. гусей і тисячі вальдшнепів. Найбільш численними (до 1,6 млн) мігрантами є морянки, частина яких зупиняється в протоці Вяйнамері. У осокових заростях навесні годується 35-40 тис. качок. Восени через Матсалу пролітає близько 300 тис. водоплавних птахів. Водно-болотисті угіддя відомі як найбільше в Європі місце осінньої зупинки сірих журавлів. Максимально їх тут було нараховано 21 тис. особин.
В парку зареєстровано близько 49 різних видів риб, 47 видів ссавців і 772 види різних рослин.

## Туризм
Насолодитися красою парку відвідувачі можуть як пішки, так і на велосипедах, або навіть на човні, подорожуючи затокою Матсалу. Тут встановлено кілька веж для спостереження за птахами. Найпопулярніші розташовані в місцях Хаеска, Кеему і Клоострі.
Щоосені недалеко від міста Лігула проходить міжнародний фестиваль фільмів про природу Матсалу.